# Viasat Україна
Viasat Україна — український підрозділ шведського телевізійного супутникового провайдера Viasat, Viasat Україна (офіційна назва ТОВ «Віжн ТБ» (англ. «Vision TV»), розпочав роботу на українському ринку у квітні 2008 року і став першим в Україні провайдером платного цифрового супутникового телебачення. До 2016 року власником Viasat Україна був шведський медіа конгломерат Modern Times Group (MTG). 
У 2016 році стало відомо про продаж українського підрозділу Viasat Україна медіа-конгломерату  1+1 media, Операцію про продаж компанії погодило АМКУ і кінцевим власником компанії 21 вересня 2017 року став власник та керівник 1+1 media Олександр Ткаченко.

## Телеканали
- Viasat Kino
- Viasat Kino Action
- Viasat Kino Megahit
- Viasat Kino World
- Viasat Kino Comedy
- Viasat Serial
- Epic Drama
- Viasat Nature
- Viasat Explore
- Viasat History

## Власники

### Поглинання медіахолдингом 1+1 media
У лютому 2016 року стало відомо про продаж українського підрозділу Viasat Україна медіа-конгломерату Ігоря Коломойського 1+1 media, але угоду між двома компаніями мав спочатку погодити Антимонопольний Комітет України.
18 серпня 2016 року стало відомо, що медіагрупа «1+1 медіа» поки що не змогла закрити транзакцію з придбання супутникової платформи Viasat (ТОВ «Віжн ТБ»), оскільки ще не отримала відповідного дозволу Антимонопольного комітету України.
Згодом, 21 вересня 2017 року, стало відомо, що операцію про продаж компанії погодило АМКУ а кінцевим власником переважної більшості компанії (51%) став спів-власник та керівник 1+1 media Олександр Ткаченко. Власниками істотної участі компанії також є троє інших осіб: бізнес-партнер Ігор Коломойського Тимур Міндіч (опосередковано контролює через трастову угоду 19% компанії), колишній член наглядової ради телеканалу ТЕТ Віктор Скіба (опосередковано контролює через трастову угоду 19% компанії) та Ярослав Пахольчук (опосередковано контролює через трастову угоду 11% компанії).

## Історія

### Створення українського підрозділу Viasat
Український підрозділ компанії Viasat, Viasat Україна (офіційна назва ТОВ «Віжн ТБ» (англ. «Vision TV»), розпочав роботу на українському ринку у квітні 2008 року і став першим в Україні провайдером платного цифрового супутникового телебачення проліцензованим Національною радою з питань телебачення і радіомовлення.
Платформа Viasat у своєму переліку має більше 80 українських телеканалів — на найпопулярніших серед українських мовників супутниках Astra, Amos та Hotbird, на які можна налаштувати антену. Viasat має широку тарифну лінійку з місячною абонплатою від 99 до 249 грн/міс. Наразі для підключення доступні 3 тарифні пакети: «Сімейний» (110 каналів, абонплата 159 грн/міс), «Престижний» (119 каналів, абонплата 199 грн/міс), «Преміум HD» (122 канали, абонплата 249 грн/міс). Також бізнес абоненти можуть підключити пакет  «Бізнес» (53 канали, 350 грн/міс, від 10 підписок – 250 грн/міс). Офіційно на платформі не присутній жоден з основних російських каналів.
Viasat пропонує широкий вибір жанрових каналів, які в свою чергу мають велику бібліотеку художніх фільмів, документальних фільмів, телевізійних шоу, серіалів та мультфільмів. Портфоліо оператора складається з:
·      українських національних каналів – Перший, Суспільне Культура, Суспільне Спорт, Суспільне Крим, Суспільне Київ, 1+1, 2+2, ТЕТ, ПлюсПлюс, Бігуді, Уніан, ICTV, СТБ, Новий канал, ОЦЕ, Твій серіал, Super+, М1, М2 та ін.;
·       платних українських каналів – Квартал TV, Bolt, Filmuadrama;
·       світових каналів-хітів – Fox, Discovery, Animal Planet, National Geographic, Eurosport 1, Eurosport 2, History, Nickelodeon, Nick Jr. та ін.

·       міжнародних спортивних телеканалів Setanta Sports, Setanta Sports+.

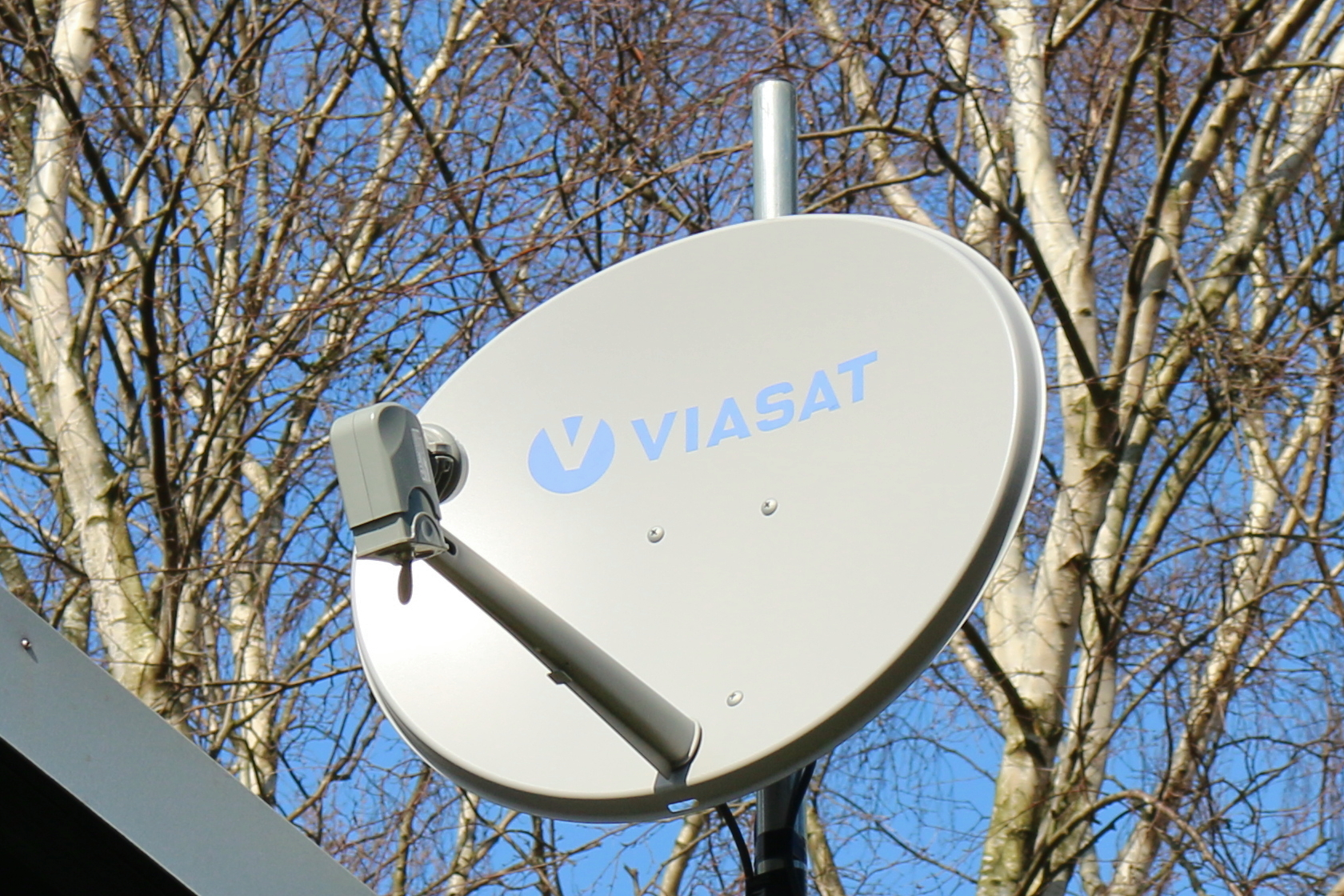

### Зміни після початку Російсько-української війни

#### Меценатські проєкти Viasat Україна
Після початку Російсько-української війни у 2014 році, супутниковий оператор Viasat Україна продовжував працювати без змін. У 2022 році після розширення до повномаштабної війни, компанія Viasat Україна також продовжила працювати без змін, забезпечуючи українців якісним супутниковим телебаченням. Viasat свідомо розуміє свою відповідальність у забезпеченні інформаційної обізнаності українців та доступу до стабільного супутникового телебачення, адже лишився єдиним на ринку супутниковим провайдером в Україні.
Відразу після початку війни, українські національні канали були розкодовані на супутнику й почали здійснювати своє мовлення у відкритих незакодованих версіях. Це був свідомий крок, метою якого було надання доступу українцям до правдивої та чесної інформації на період воєнних дій. Також майже відразу було збільшено термін внесення першої абонплати для нових клієнтів — до 14 днів.
Влітку 2022 року, компанія запустила благодійну акцію «Турбота від Viasat» для українців, які в результаті воєнних дій втратили своє житло та були змушені переїхати.